# Ổ bệnh

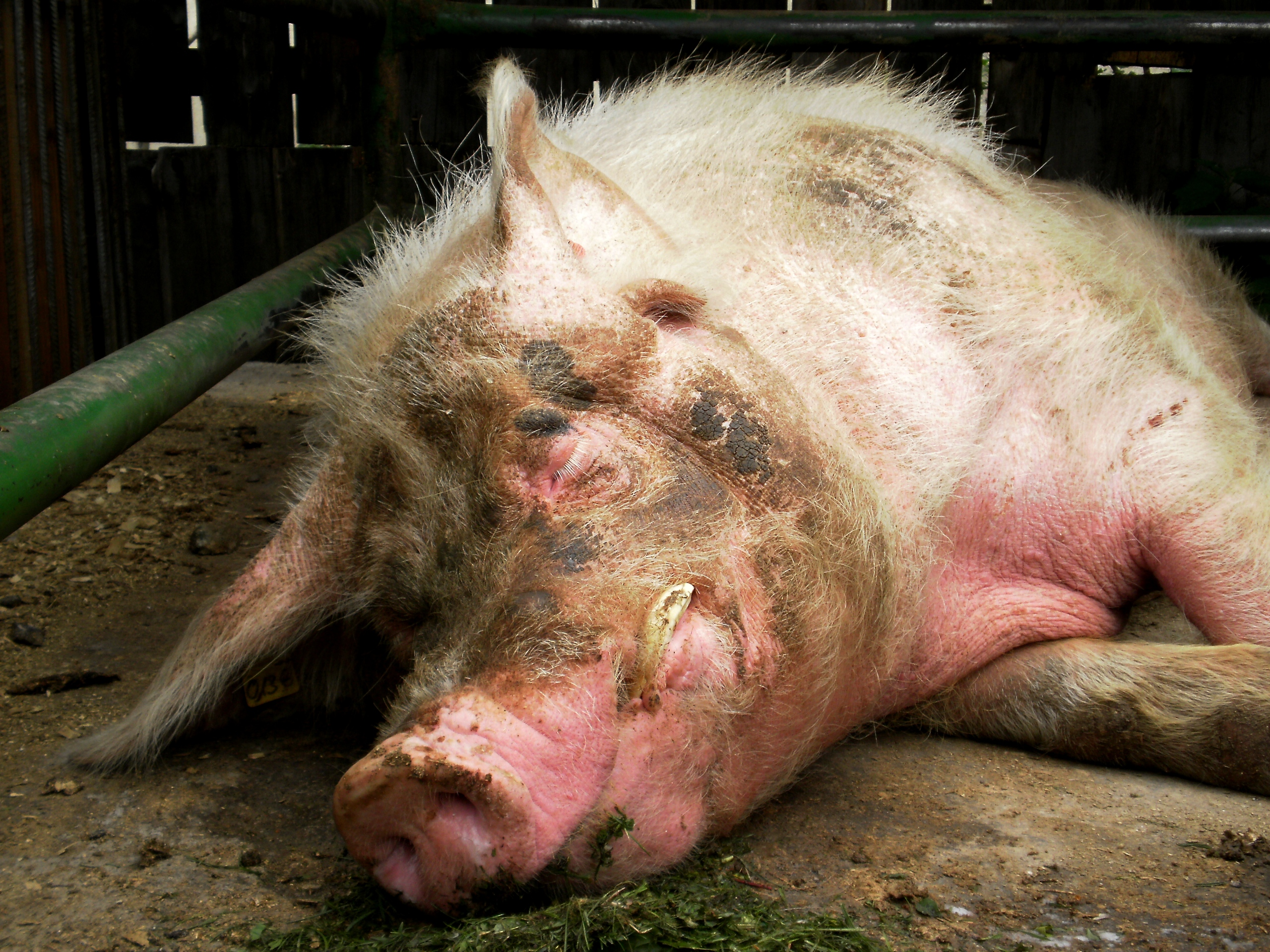
Lợn cũng được xem là ổ bệnh với việc chứa nhiều bệnh truyền nhiễm có thể lây truyền cho con người là vật nuôi khác

Ổ bệnh (Natural reservoir)  hay ổ dịch (Disease reservoir) hay ổ mầm bệnh hoặc còn gọi là nơi khu trú (ổ chứa) là một thuật ngữ chuyên ngành trong sinh thái học bệnh truyền nhiễm và dịch tễ học chỉ ổ chứa bệnh truyền nhiễm là quần thể sinh vật hoặc môi trường cụ thể mà mầm bệnh truyền nhiễm sinh sống và sinh sản một cách tự nhiên hoặc dựa vào đó mầm bệnh chủ yếu phụ thuộc vào sự sống còn của nó.
Ổ mầm bệnh thường là vật chủ sống của một loài nhất định, chẳng hạn như động vật hoặc thực vật, bên trong có mầm bệnh tồn tại hoặc nương náu, thường (mặc dù không phải luôn luôn) mà không gây bệnh cho chính nơi khu trú đó (còn gọi nôm na là vật lành mang trùng). Theo một số định nghĩa, ổ bệnh cũng có thể là một môi trường bên ngoài sinh vật, chẳng hạn như một thể tích không khí hoặc nước bị ô nhiễm/nhiễm khuẩn trong một không gian vừa phải (ao tù nước đọng, cống rãnh, vật chứa nước...) hoặc trên diện rộng (tâm dịch). Ổ bệnh có thể được chia thành ba loại chính là vật chứa con người, động vật (không phải con người) và môi trường.

## Đại cương
Do có rất nhiều loại vi sinh vật truyền nhiễm có khả năng gây bệnh nên các định nghĩa chính xác cho những gì tạo thành một ổ dịch hay ổ mầm bệnh là rất nhiều, khác nhau và thường mâu thuẫn với nhau. Khái niệm ổ bệnh chỉ áp dụng cho các mầm bệnh có khả năng lây nhiễm cho nhiều hơn một quần thể vật chủ và chỉ đối với một quần thể mục tiêu xác định tức là quần thể sinh vật mà mầm bệnh gây ra bệnh. Ổ bệnh là bất kỳ quần thể sinh vật nào (hoặc bất kỳ môi trường nào) chứa mầm bệnh và truyền nó cho quần thể có mục tiêu. Các ổ bệnh có thể bao gồm một hoặc nhiều loài khác nhau, có thể giống hoặc khác loài với mục tiêu và theo nghĩa rộng nhất, có thể bao gồm các loài thuộc nhóm vật trung gian truyền bệnh (vectơ), khác biệt với các ổ bệnh. Đáng chú ý là, các loài được coi là ổ bệnh cho một mầm bệnh nhất định có thể không gặp các triệu chứng bệnh khi bị nhiễm mầm bệnh.
Việc xác định các ổ chứa mầm bệnh truyền nhiễm tự nhiên đã được chứng minh là hữu ích trong việc điều trị và ngăn ngừa các đợt bùng phát dịch bệnh lớn ở người và vật nuôi, đặc biệt là những bệnh chưa có vắc xin. Về nguyên tắc, các bệnh truyền nhiễm từ động vật có thể được kiểm soát bằng cách cô lập, cách ly hoặc tiêu hủy các ổ chứa mầm bệnh lây nhiễm thông qua công tác tiêu trùng khử độc và ngăn chặn các tác nhân lây truyền bệnh để dập dịch. Việc tiêu hủy hàng loạt các động vật được xác nhận hoặc nghi ngờ là mang bệnh/ổ chứa mầm bệnh cho người, chẳng hạn như các loài chim và gia cầm mang mầm bệnh cúm gia cầm, đã có hiệu quả trong việc ngăn chặn dịch bệnh có thể xảy ra ở nhiều nơi trên thế giới, đối với các mầm bệnh khác, chẳng hạn như các ebolavirus, danh tính của mầm bệnh hình thành tự nhiên được cho là vẫn còn mờ mịt.
Sự đa dạng lớn lao của các hình thái mầm bệnh truyền nhiễm, vật chủ có thể có của chúng và cách thức vật chủ của chúng phản ứng với sự lây nhiễm đã dẫn đến nhiều định nghĩa cho "ổ bệnh", nhiều định nghĩa mâu thuẫn hoặc không đầy đủ để khẳng định. Trong một cuộc thăm dò về khái niệm năm 2002 được công bố của CDC của Hoa Kỳ thì ổ bệnh của một mầm bệnh nhất định được định nghĩa là một hoặc nhiều quần thể hoặc môi trường có mối liên hệ dịch tễ học mà mầm bệnh có thể được duy trì vĩnh viễn và từ đó lây nhiễm được truyền tới mục tiêu xác định quần thể. Quần thể mục tiêu là quần thể hoặc loài mà mầm bệnh gây bệnh, nó là quần thể được quan tâm vì nó bị bệnh khi bị lây nhiễm bởi mầm bệnh (ví dụ, con người là quần thể mục tiêu trong hầu hết các nghiên cứu dịch tễ học y tế).
Một tiêu chí phổ biến trong các định nghĩa khác là phân biệt ổ bệnh và không phải ổ bệnh theo mức độ mà vật chủ bị nhiễm bệnh biểu hiện các triệu chứng bệnh. Theo các định nghĩa này, ổ dịch là vật chủ không biểu hiện các triệu chứng bệnh khi bị mầm bệnh xâm nhiễm, trong khi vật chứa không có triệu chứng của bệnh. Mầm bệnh vẫn đồng hóa-dị hóa, phát triển và sinh sản, sinh sôi nảy nở bên trong vật chủ chứa nó, nhưng không ảnh hưởng đáng kể đến sức khỏe của vật chủ, Mối quan hệ giữa mầm bệnh và ổ dịch ít nhiều có mối quan hệ tương đồng, trong khi ở những vật chủ nhạy cảm mắc bệnh do mầm bệnh gây ra, mầm bệnh được coi là ký sinh. Điều xác định rõ hơn một ổ chứa cho một mầm bệnh cụ thể là nơi nó có thể được duy trì và từ nơi nó có thể lây truyền. Một sinh vật "đa vật chủ" có khả năng có nhiều hơn một mầm bệnh.

## Lây truyền

### Trực tiếp
Sự lây truyền trực tiếp có thể xảy ra khi tiếp xúc trực tiếp hoặc lây lan qua giọt trực tiếp (thường là giọt bắn). Sự lây truyền tiếp xúc trực tiếp giữa hai người có thể xảy ra qua tiếp xúc da (niêm mạc, vết thương hở), hôn và quan hệ tình dục. Con người đóng vai trò là ổ bệnh có thể có triệu chứng (biểu hiện bệnh) hoặc không có triệu chứng (không biểu hiện bệnh), hoạt động như người mang bệnh và thường lây bệnh một cách vô tình, trong trường hợp này gọi là người lành mang trùng. Người mang mầm bệnh thường truyền bệnh vì họ không nhận ra mình đã bị nhiễm và do đó không có biện pháp phòng ngừa đặc biệt để ngăn ngừa lây truyền. Những người có triệu chứng nhận thức được bệnh của mình không có nhiều khả năng lây truyền bệnh vì họ thực hiện các biện pháp phòng ngừa để giảm khả năng lây truyền bệnh và/hoặc tìm cách điều trị để ngăn chặn sự lây lan của bệnh. Sự lan truyền giọt trực tiếp là do các hạt rắn hoặc giọt lỏng lơ lửng trong không khí một thời gian. Sự lây lan theo giọt được coi là sự truyền mầm bệnh cho vật chủ nhạy cảm trong khoảng cách một mét, chúng có thể lây lan khi ho, hắt hơi và nói chuyện.

### Gián tiếp
Sự lây truyền gián tiếp có thể xảy ra do lây truyền trong không khí, qua các phương tiện giao thông (bao gồm cả tiếp xúc bề mặt, tiếp xúc với vật chất, đồ dùng) và bởi các vật trung gian. Sự lây truyền qua đường không khí khác với sự lây lan trực tiếp qua giọt nước vì nó được định nghĩa là sự lây truyền bệnh diễn ra trên một khoảng cách lớn hơn một mét. Mầm bệnh có thể truyền qua các nguồn trong không khí được mang theo bởi các phần tử như bụi hoặc cặn khô (gọi là hạt nhân giọt). Các phương tiện như thức ăn, nước, máu, chất nhầy, chất thải và thức ăn có thể đóng vai trò là các điểm truyền thụ động giữa các ổ bệnh và các vật chủ nhạy cảm, ví dụ thói quen khạc nhổ lung tung và thiếu vệ sinh của người Việt sẽ cũng là tác nhân lây truyền bệnh. Bề mặt (Fomite) là những đồ vật vô tri vô giác (tay nắm cửa, thiết bị y tế,) bị nhiễm bẩn bởi nguồn chứa hoặc ai đó/vật mang mầm bệnh dẫn đến mầm bệnh bám lên nó và lưu trú ở đó một thời gian. Một chiếc xe, giống như một ổ bệnh, cũng có thể là một môi trường thuận lợi cho sự phát triển của một tác nhân lây nhiễm, vì tiếp xúc với một chiếc xe dẫn đến việc lây truyền nó.

### Trung gian
Sự lây truyền thông qua trung gian véc tơ thường xảy ra do côn trùng đốt từ muỗi, ruồi, bọ chét và bọ ve. Có hai tiểu loại vectơ: lây cơ học (côn trùng truyền mầm bệnh sang vật chủ mà bản thân côn trùng không bị ảnh hưởng) và lây sinh học (sinh sản của mầm bệnh xảy ra trong vật chủ trước khi mầm bệnh được truyền sang vật chủ). Để đưa ra một vài ví dụ như Morbillivirus (bệnh sởi) được truyền từ vật chủ bị nhiễm bệnh sang vật chủ nhạy cảm khi chúng lây truyền qua đường hô hấp thông qua đường truyền trong không khí. Campylobacter (campylobacteriosis) là một bệnh nhiễm trùng do vi khuẩn phổ biến lây lan từ các ổ chứa của con người hoặc không phải của con người qua các phương tiện giao thông như thực phẩm và nước bị ô nhiễm. Plasmodium falciparum (sốt rét) có thể được truyền từ muỗi bị nhiễm bệnh, động vật (không phải con người), sang vật chủ là người bằng cách truyền vector sinh học.

### Dự phòng
LH Taylor phát hiện ra rằng 61% tất cả các mầm bệnh ở người được phân loại là lây truyền từ động vật sang người. Do đó, việc xác định các ổ dịch trước khi gây bệnh ở động vật sẽ vô cùng hữu ích từ quan điểm sức khỏe cộng đồng và y tế dự phòng. Các biện pháp phòng ngừa có thể được thực hiện để giảm tần suất bùng phát, chẳng hạn như tiêm vắc-xin nguồn bệnh cho động vật hoặc ngăn chặn tiếp xúc với động vật chủ trong ổ dịch và tâm dịch. Trong nỗ lực dự đoán và ngăn chặn các đợt bùng phát dịch bệnh lây truyền từ động vật trong tương lai, Cơ quan Phát triển Quốc tế Hoa Kỳ đã bắt đầu sáng kiến về Các mối đe dọa Đại dịch Mới nổi vào năm 2009.
Liên minh với Đại học California-Davis, EcoHealth Alliance, Metabiota Inc., Viện Smithsonian, và Wildlife Conservation cùng với sự hỗ trợ từ các trường đại học Columbia và Harvard, các thành viên của dự án PREDICT đang tập trung vào việc phát hiện và phát hiện các bệnh lây truyền từ động vật sang người và động vật hoang dã. Có rất nhiều tổ chức khác trên thế giới đang thử nghiệm các phương pháp khác nhau để dự đoán và xác định các vật chủ của ổ bệnh. Các nhà nghiên cứu tại Đại học Glasgow đã tạo ra một thuật toán máy học được thiết kế để sử dụng "trình tự bộ gen của virus để dự đoán vật chủ tự nhiên có khả năng là vật chủ tự nhiên cho một phổ rộng của virus RNA, nhóm virus thường nhảy từ động vật sang người.